# 西園寺
西園寺（さいおんじ）は、京都市上京区にある浄土宗の寺院。山号は宝樹山で、院号は竹林院。本尊は阿弥陀如来。京都四十八願寺の第十四願。

## 歴史

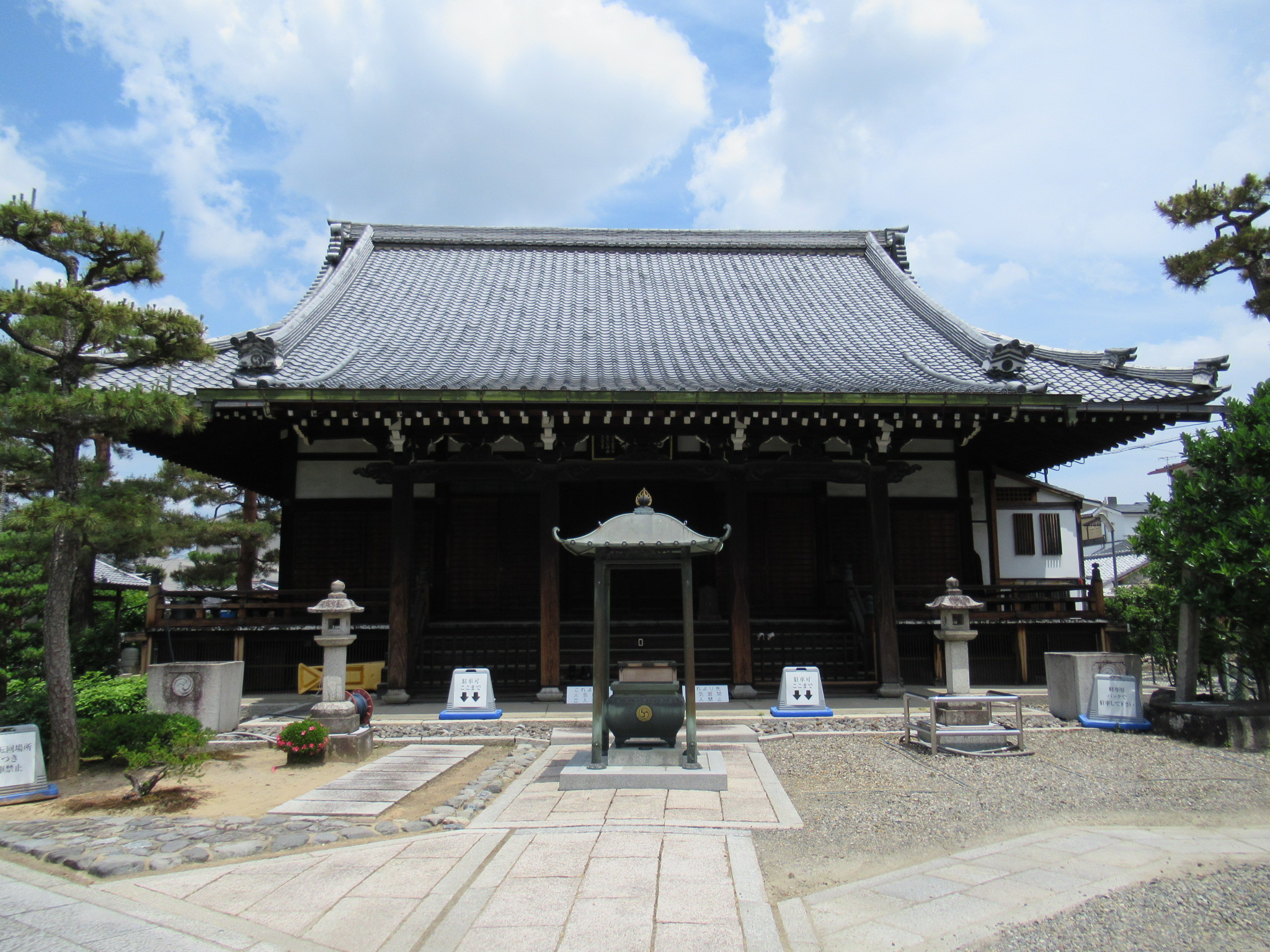
本堂

この寺は、1224年（元仁元年）西園寺公経が北山の山荘（現在の鹿苑寺の辺り）に真言寺院として創建したことに始まる。公家である西園寺家は公経が鎌倉幕府と関係があったことから鎌倉時代には隆盛したが、鎌倉幕府が滅亡するに及び衰退。
室町時代に室町（上京区竹園町付近）に移り、北山の地には室町幕府3代将軍足利義満が北山第（現在の鹿苑寺）の造営を行った。
1554年（天文23年）、縁誉が中興して浄土宗に改め、1590年（天正18年）現在の寺地に移された。

## 文化財
重要文化財
- 木造阿弥陀如来坐像 - 像高227.5cm、寄木造、鎌倉時代の作。膝上で定印（じょういん）を結ぶ阿弥陀像で、西園寺公経の北山堂にあった像と伝えられている[2]。

## 所在地
- 京都府京都市上京区寺町通鞍馬口下ル高徳寺町362